# 知性の構造
『知性の構造』（ちせいのこうぞう）は1996年に角川春樹事務所から出版された西部邁の著書。

## 概要
西部は自らの考える「日本人における言挙げの方法」を本書で提示しており、西部自身の執筆活動も本書に示された方法論・認識論に基づいているという。
本書で西部は、言語ないしは意識の構造と機能を、TEAM図式と呼ばれる四元図式で表している。
2002年にはハルキ文庫版が出版された。ハルキ文庫版では、図形が一個追加されるなど、第七章の末尾が加筆訂正されている。